# Maria Dłużewska
Maria Krystyna Dłużewska (ur. 26 września 1951 w Kielcach, zm. 10 maja 2024) – polska reżyserka filmowa, scenarzystka, aktorka, dziennikarka, działaczka opozycji antykomunistycznej w okresie PRL.

## Życiorys
W 1972 ukończyła Państwową Wyższą Szkołę Teatralną w Warszawie. Początkowo pracowała jako aktorka. Od 1972 do 1976 grała w Bałtyckim Teatrze Dramatycznym w Koszalinie, w 1977 w Teatrze Polskim w Szczecinie, od 1977 do 1978 w Teatrze Dramatycznym w Gdyni, a od 1978 do 1982 w Teatrze Popularnym w Warszawie.
Od września 1980 należała do NSZZ „Solidarność”. Współorganizowała Msze za Ojczyznę i Tygodnie Kultury Chrześcijańskiej. Od 1983 do 1985 prowadziła Teatr Poniedziałkowy w Ursusie. Kolportowała podziemne wydawnictwa. Od 1984 do 1987 była redaktorem i autorką tekstów Radia Solidarność. Od 1984 do 1988 działała w Solidarności Walczącej.
W 1991 była dziennikarką tygodnika „Spotkania”, a od 1991 do 1993 „Tygodnika Solidarność”. Po 1993 zajęła się tworzeniem filmów dokumentalnych.
Od 2010 tworzyła filmy dokumentalne oraz pisała książki dotyczące katastrofy polskiego Tu-154 w Smoleńsku 10 kwietnia 2010: Mgła (film oraz książka) – skupione na samym wypadku, Pogarda – ukazujący rodziny ofiar, Córka – o córce pary prezydenckiej Lecha i Marii Kaczyńskich, Marcie, Testament – opowiadający o dzieciach pięciu ofiar katastrofy, Polacy (film oraz książka), którego bohaterami są czterej naukowcy badający przyczyny katastrofy (Wacław Berczyński, Wiesław Binienda, Kazimierz Nowaczyk i Grzegorz Szuladziński). 8 kwietnia 2015 miały premierę film dokumentalny oraz książka Marii Dłużewskiej pt. Dama, upamiętniające pierwszą damę, Marię Kaczyńską.
Zmarła 10 maja 2024 r. Została pochowana na Cmentarzu Wojskowym na Powązkach w Warszawie.

## Filmografia
- Zorza II nad Gdańskiem (2020) – scenariusz i reżyseria
- Bitwa (2019) – scenariusz i reżyseria
- Andrzej Kołodziej. Bardzo polska opowieść (2019) – scenariusz i reżyseria
- Patrzę na Ciebie Warszawo (2018) – scenariusz i reżyseria
- Krótkie popołudnie na Mazurach (2018) – scenariusz i reżyseria
- Drzwi do wolności (2017) – scenariusz i reżyseria
- Skąd się biorą dzieci? (2017) – scenariusz i reżyseria
- Ksiądz (2016) – scenariusz i reżyseria
- Dama (2015) – scenariusz i reżyseria
- Polacy (2013) – scenariusz i reżyseria
- Testament (2013) – scenariusz i reżyseria
- Córka (2012) – scenariusz i reżyseria
- Pogarda (2011) – scenariusz i reżyseria (wspólnie z Joanną Lichocką)
- Mgła (2011) – scenariusz i reżyseria (wspólnie z Joanną Lichocką)
- Grupy oporu (2008) – scenariusz
- Koniec podróży (2008) – scenariusz
- Piwko dla niedźwiedzia! (2008) – scenariusz i reżyseria
- Ci, co przeżyli (2007) – scenariusz
- Solidarność Walcząca (2007) – scenariusz i reżyseria
- Wycieczka (2007) – scenariusz
- Degrengolada w Teatrze Domowym (2006) – scenariusz
- Tygodnik Solidarność (2006) – scenariusz
- Tu byłem (2005) – scenariusz
- Pomysł na życie (2003) – scenariusz
- Seans (2003) – scenariusz i reżyseria
- Sople płaczą na ulicy Wawelberga (2000) – scenariusz
- Rakowiecka (1999) – lektor
- Zablokowani (1999) – scenariusz i reżyseria
- Stempel (1998) – realizacja
- Duch, fotograf i arie operowe – scenariusz i reżyseria
- Pekin (1995) – lektor
- Pierwszy dzień miasta (1994) – realizacja
- Śpij bohaterze (1993) – scenariusz

## Publikacje książkowe
- Obrońcy (2017), wyd. Trzecia Strona
- Dama (2015), wyd. Trzecia Strona
- Polacy (2013), wyd. Black Box Sp. z o.o.
- Trzy dni zdjęciowe z Ireną Anders i Albinem Ossowskim (2012), wyd. Trio
- Mgła (2011) – wspólnie z Joanną Lichocką, wyd. Zysk i S-ka

## Nagrody
W 2009 otrzymała I Nagrodę na Międzynarodowym Festiwalu Filmów Katolickich w Niepokalanowie w kategorii filmu dokumentalnego za Wycieczkę. W 2009 nagrodzono ją I Nagrodą w tej samej kategorii na Polonijnym Festiwalu Multimedialnym „Polskie ojczyzny” w Częstochowie za film Seans, W 1999 otrzymała II Nagrodę na Ogólnopolskim Niezależnym Przeglądzie Form Dokumentalnych „Nurt” w Kielcach za film Zablokowani.
Dwukrotnie została wyróżniona „Główną Nagrodą Wolności Słowa”, przyznawaną przez Stowarzyszenie Dziennikarzy Polskich: w 2013 otrzymała wraz z Joanną Lichocką za rok 2012 za film pt. Pogarda („za odważne, pełne dramatycznego wyrazu zmierzenie się z wewnątrzpolskim konfliktem po katastrofie smoleńskiej – zdokumentalizowanie go i postawienie szeregu ważnych pytań dotyczących współczesnej kondycji Narodu Polskiego”), a w 2015 za film pt. Polacy.
W 2020 minister kultury i dziedzictwa narodowego Piotr Gliński uhonorował ją Doroczną Nagrodą MKiDN w kategorii Film.

## Odznaczenia
- Krzyż Komandorski Orderu Odrodzenia Polski (pośmiertnie, 2024)[14]
- Krzyż Oficerski Orderu Odrodzenia Polski (postanowieniem prezydenta RP Lecha Kaczyńskiego z 28 kwietnia 2008 za wybitne zasługi w działalności na rzecz przemian demokratycznych w Polsce, za osiągnięcia w pracy zawodowej i społecznej)[15]
- Krzyż Wolności i Solidarności (postanowieniem prezydenta RP Andrzeja Dudy z 2017)[16][17]
- Medal „Pro Memoria” (2008)
- Odznaka „Zasłużony Działacz Kultury” (1999)
- Medal „Pro Bono Poloniae” (2018)[18]